# Cerro Tanaro
Cerro Tanaro (Ser in piemontese) è un comune italiano di 594 abitanti della provincia di Asti in Piemonte.

## Società

### Evoluzione demografica
Abitanti censiti

## Infrastrutture e trasporti

### Ferrovie
Cerro Tanaro è dotato di una stazione ferroviaria  posta lungo la linea Torino-Genova, al servizio dei comuni di Cerro Tanaro e Rocchetta Tanaro. È servita dai treni regionali.

## Amministrazione
Di seguito è presentata una tabella relativa alle amministrazioni che si sono succedute in questo comune.
| Periodo         | Periodo         | Primo cittadino     | Partito                                                        | Carica  | Note  |
| --------------- | --------------- | ------------------- | -------------------------------------------------------------- | ------- | ----- |
| 18 giugno 1985  | 23 ottobre 1989 | Francesco Ferro     | Partito Comunista Italiano                                     | Sindaco | [ 5 ] |
| 23 ottobre 1989 | 1º giugno 1990  | Renato Fracassi     | Partito Comunista Italiano                                     | Sindaco | [ 5 ] |
| 1º giugno 1990  | 24 aprile 1995  | Anna Maria Galletto | Partito Comunista Italiano, Partito Democratico della Sinistra | Sindaco | [ 5 ] |
| 24 aprile 1995  | 14 giugno 1999  | Piero Cacciabue     | Partito Democratico della Sinistra                             | Sindaco | [ 5 ] |
| 14 giugno 1999  | 14 giugno 2004  | Piero Cacciabue     | lista civica                                                   | Sindaco | [ 5 ] |
| 14 giugno 2004  | 8 giugno 2009   | Mauro Malaga        | lista civica                                                   | Sindaco | [ 5 ] |
| 8 giugno 2009   | 26 maggio 2014  | Mauro Malaga        | lista civica Insieme per Cerro                                 | Sindaco | [ 5 ] |
| 26 maggio 2014  | 26 maggio 2019  | Mauro Malaga        | lista civica Insieme per Cerro                                 | Sindaco | [ 5 ] |
| 26 maggio 2019  | in carica       | Gianmaria Corsi     | lista civica Insieme per Cerro                                 | Sindaco | [ 5 ] |

## Attività produttive
Nel territorio del comune, dal 1971 si è insediata la ditta LAGOR, industria di livello nazionale per la lavorazione dei nuclei magnetici dei trasformatori elettrici.